# 劉鈺
劉鈺（1438年—？），字世美，天津左衛軍籍，湖廣沔陽州人，明朝政治人物。

## 生平
成化元年（1465年）乙酉科順天鄉試第二十二名舉人，二年（1466年）中式丙戌科會試第二十六名，二甲第四名進士。改翰林院庶吉士，授戶部主事，升郎中，十一年（1475年）出為常州府知府，調處州府知府。

## 家族
曾祖劉添祐；祖父劉應祖；父劉弦；母朱氏。具慶下。兄劉鑑。